# Pacific Spaceport Complex-Alaska

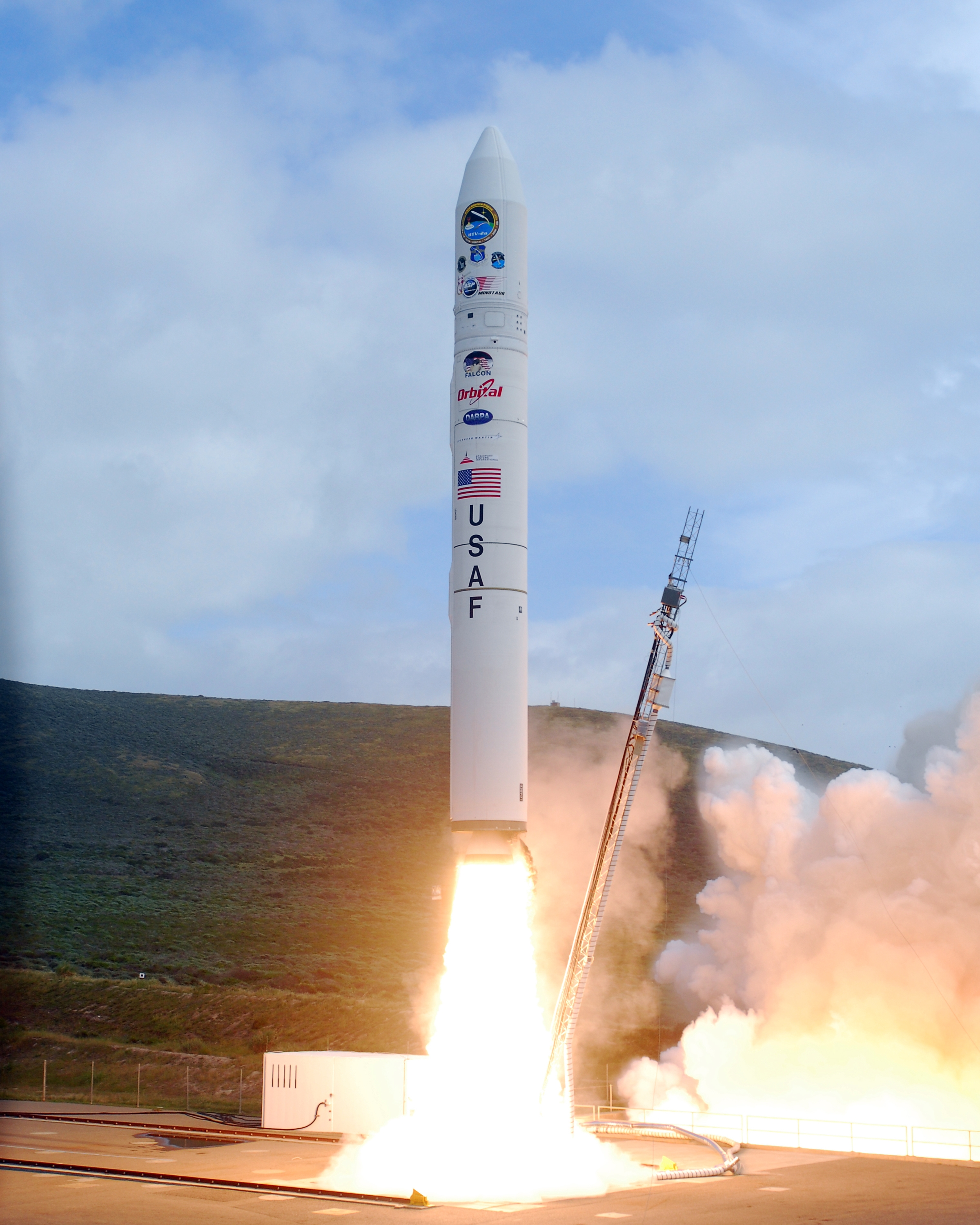
Lancering van een Minotaur IV-light vanaf het PSCA

Het Pacific Spaceport Complex-Alaska (PSCA) is een Amerikaanse lanceerbasis op het eiland Kodiak in de staat Alaska die eerder bekend was onder de naam Kodiak Launch Complex. PSCA, dat in 1998 werd geopend, is eigendom van Alaska Aerospace Corporation, een staatsinstelling ter bevordering van ruimtevaartactiviteiten van de staat Alaska die de basis ook uitbaat. 
De ruimtehaven bevat meerdere kleine lanceercomplexen die flexibel zijn ingericht. Dat wil zeggen dat er lanceerapparatuur voor verschillende typen raketten is te plaatsen. Het PSCA  is tot nog toe vooral gebruikt voor tests van militaire ballistische raketten en onderscheppingsraketten maar er zijn ook enkele lichte orbitale draagraketten gelanceerd. Het ging dan om Athena- en Minotaur-raketten. Ook het Californische start-up-lanceerbedrijf Astra gebruikt het PSCA om er hun zeer lichte orbitale raketten te lanceren. ABL Space Systems heeft meerdere lanceringen van hun RS1-raket vanaf het PSCA (platform LP-3C) in de planning en ondernam er zijn eerste (mislukte) testvlucht.